# Жабя-Воля (гмина)
Жабя-Воля (пол. Żabia Wola) — сельская гмина (уезд) в Польше, входит как административная единица в Гродзиский повет (Мазовецкое воеводство), Мазовецкое воеводство. Население — 6168 человек (на 2004 год).

## Демография
| Перепись                       | Всего   | Всего | Женщины | Женщины | Мужчины | Мужчины |
| ------------------------------ | ------- | ----- | ------- | ------- | ------- | ------- |
| Единицы                        | человек | %     | человек | %       | человек | %       |
| Население                      | 6168    | 100   | 3107    | 50,4    | 3061    | 49,6    |
| Плотность населения (чел./км²) | 58,4    | 58,4  | 29,4    | 29,4    | 29      | 29      |

## Сельские округа
1. Бартошувка
2. Беневец
3. Болеславек
4. Нова-Букувка
5. Цепле
6. Гжегожевице
7. Гжимек
8. Хута-Жабёвольска
9. Ястшембник
10. Калень
11. Калень-Товажиство
12. Лясек
13. Мусулы
14. Оддзял
15. Ойжанув
16. Ойжанув-Товажиство
17. Осовец
18. Петрыкозы
19. Пеньки-Слубицке
20. Пеньки-Зарембске
21. Пётрковице
22. Сестшень
23. Скулы
24. Слубица-А
25. Слубица-Б
26. Слубица-Весь
27. Владыславув
28. Выцинки-Осовске
29. Зарембы
30. Жабя-Воля
31. Желехув

## Поселения
1. Цепле-Первше
2. Гжмёнца
3. Юзефина
4. Лисувек
5. Пшешкода
6. Редлянка
7. Румянка
8. Слубица-Добра
9. Стара-Букувка
10. Залесе

## Соседние гмины
1. Гмина Гродзиск-Мазовецки
2. Гмина Мщонув
3. Гмина Пневы
4. Гмина Радзеёвице
5. Гмина Тарчин